# Maurício Paes
Maurício Paes, né le 26 mai 1963 à Rio de Janeiro est un entraîneur de volley-ball, qui officie plus particulièrement en France. Il a été l'entraîneur du RC Villebon 91, équipe féminine qui a remporté un titre européen en 2003 puis du Paris Volley. En 2011, il rejoint le club du Tours Volley-Ball. Le 19 octobre 2013, il est nommé à la tête de l’équipe de France féminine avec laquelle il vise une participation aux championnats du monde. Il est aujourd'hui entraîneur de l'équipe nationale iranienne de volley-ball.

## Biographie
Son fils, Kellian Paes et sa fille Loane Paes, sont également des joueurs de volley-ball.

## Carrière d'entraîneur
Il a entamé sa carrière à Saint-Brieuc avant de passer par le beach volley puis les féminines.
- 1994 - 1998 :  Goelo Volley Ball
- 1998 - 2000 :  ASPTT Mulhouse
- 2000 - 2005 :  RC Villebon 91
- 2006 - 2011 :  Paris Volley. La première saison il était adjoint et il est devenu ensuite entraîneur.
- 2011 - 2015 :  Tours Volley-Ball[4]
- 2016 - 2019 :  Panasonic Panthers[5]
- depuis mai 2020 :  République tchèque (adjoint)[6]
- Saison 2020 - 2021 :  Tourcoing Lille Métropole Volley-Ball
- saison 2024- : 🇮🇷 Équipe d'Iran masculine de volley-ball

Il a été l'entraîneur de l'équipe de France féminine de beach-volley (Brigitte Lesage et Anabelle Prawerman) aux JO d'Atlanta, l'adjoint de Philippe Blain avec les masculins et pendant deux ans, l'entraîneur des passeurs de la sélection du Brésil.

## Carrière de joueur
- 19?? - 1986 :  Botafogo[7]
- 1986 - 1987 :  Atlético Madrid
- 1987 - 1989 :  CSM Clamart
- 1989 - 1994 :  Plessis-Robinson Volley-Ball
- 1994 :  Saint-Brieuc Côtes-d'Armor Volley-Ball

Il a été passeur professionnel au Brésil, en Espagne et en France.

## Palmarès
Il a remporté dix-huit titres au cours de sa carrière d'entraîneur :
- 8 titres de Champion de France avec le Paris Volley (4) puis le Tours Volley-Ball (4)
- 1 titre de champion du Japon avec le Panasonic Panthers d'Osaka en 2018
- 3 Coupe de France avec le Tours Volley-Ball
- 1 Coupe du Japon  avec le Panasonic Panthers d'Osaka en 2017
- 2 Supercoupe de France avec le Tours Volley-Ball
- 1 Top Team Cup Femmes avec Villebon en 2003
- 1 Coupe de France Femmes avec Villebon en 2002
- 1 titre de champion de France juniors filles avec Clamart en 1988